# Lijst van nummer 1-albums in de Nederlandse Album Top 100 in 1975
Onderstaande albums stonden in 1975 op nummer 1 in de Nationale Hitparade LP Top 20, de voorloper van de huidige Nederlandse Album Top 100. De Nationale Hitparade LP Top 20 werd wekelijks samengesteld door Buma/Stemra in opdracht van de Nationale Hitparade.
| Nummer | Datum        | Artiest                                       | Titel                                         | Opmerking                                     |
| ------ | ------------ | --------------------------------------------- | --------------------------------------------- | --------------------------------------------- |
| 66     | 4 januari    | Diverse artiesten                             | 20 Top Speed Hits                             | Verzamelalbum                                 |
| 67     | 11 januari   | Diverse artiesten                             | 40 Wonderful Memories                         | Verzamelalbum                                 |
| 60     | 18 januari   | Robert Long                                   | Vroeger of later                              |                                               |
| 68     | 25 januari   | Diverse artiesten                             | Music Power                                   | Verzamelalbum                                 |
|        | 1 februari   | Diverse artiesten                             | Music Power                                   | Verzamelalbum                                 |
|        | 8 februari   | Diverse artiesten                             | Music Power                                   | Verzamelalbum                                 |
| 69     | 15 februari  | Diverse artiesten                             | Black Music                                   | Verzamelalbum                                 |
|        | 22 februari  | Diverse artiesten                             | Black Music                                   | Verzamelalbum                                 |
| 68     | 1 maart      | Diverse artiesten                             | Music Power                                   | Verzamelalbum                                 |
|        | 8 maart      | Diverse artiesten                             | Music Power                                   | Verzamelalbum                                 |
|        | 15 maart     | Diverse artiesten                             | Music Power                                   | Verzamelalbum                                 |
| 70     | 22 maart     | Status Quo                                    | On the Level                                  |                                               |
|        | 29 maart     | Status Quo                                    | On the Level                                  |                                               |
| 71     | 5 april      | Golden Earring                                | Switch                                        |                                               |
| 70     | 12 april     | Status Quo                                    | On the Level                                  |                                               |
| 72     | 19 april     | Diverse artiesten                             | Alle 13 goed! Deel 8                          | Verzamelalbum                                 |
|        | 26 april     | Diverse artiesten                             | Alle 13 goed! Deel 8                          | Verzamelalbum                                 |
| 73     | 3 mei        | Diverse artiesten                             | Gold Rock                                     | Verzamelalbum                                 |
| 74     | 10 mei       | George Baker Selection                        | Paloma Blanca                                 |                                               |
|        | 17 mei       | George Baker Selection                        | Paloma Blanca                                 |                                               |
| 75     | 24 mei       | Diverse artiesten                             | Alle 14 favoriet! (5)                         | Verzamelalbum                                 |
|        | 31 mei       | Diverse artiesten                             | Alle 14 favoriet! (5)                         | Verzamelalbum                                 |
|        | 7 juni       | Diverse artiesten                             | Alle 14 favoriet! (5)                         | Verzamelalbum                                 |
|        | 14 juni      | Diverse artiesten                             | Alle 14 favoriet! (5)                         | Verzamelalbum                                 |
|        | 21 juni      | Diverse artiesten                             | Alle 14 favoriet! (5)                         | Verzamelalbum                                 |
| 76     | 28 juni      | Diverse artiesten                             | Pop Music                                     | Verzamelalbum                                 |
|        | 5 juli       | Diverse artiesten                             | Pop Music                                     | Verzamelalbum                                 |
|        | 12 juli      | Diverse artiesten                             | Pop Music                                     | Verzamelalbum                                 |
|        | 19 juli      | Diverse artiesten                             | Pop Music                                     | Verzamelalbum                                 |
|        | 26 juli      | Diverse artiesten                             | Pop Music                                     | Verzamelalbum                                 |
|        | 2 augustus   | Diverse artiesten                             | Pop Music                                     | Verzamelalbum                                 |
| 77     | 9 augustus   | Diverse artiesten                             | 16 sappige zomersongs                         | Verzamelalbum                                 |
|        | 16 augustus  | Diverse artiesten                             | 16 sappige zomersongs                         | Verzamelalbum                                 |
| 78     | 23 augustus  | Kamahl                                        | The Elephant Song                             |                                               |
|        | 30 augustus  | Kamahl                                        | The Elephant Song                             |                                               |
|        | 6 september  | Kamahl                                        | The Elephant Song                             |                                               |
| 79     | 13 september | Golden Earring                                | The Best of Golden Earring - 10 Years 20 Hits | Compilatiealbum                               |
| 80     | 20 september | Alexander Curly                               | Vette jus & boerenjongens                     |                                               |
|        | 27 september | Alexander Curly                               | Vette jus & boerenjongens                     |                                               |
|        | 4 oktober    | Alexander Curly                               | Vette jus & boerenjongens                     |                                               |
|        | 11 oktober   | Alexander Curly                               | Vette jus & boerenjongens                     |                                               |
|        | 18 oktober   | Alexander Curly                               | Vette jus & boerenjongens                     |                                               |
| 81     | 25 oktober   | Pink Floyd                                    | Wish You Were Here                            |                                               |
|        | 1 november   | Pink Floyd                                    | Wish You Were Here                            |                                               |
| 82     | 8 november   | Reinhard Mey                                  | Als de dag van toen                           |                                               |
|        | 15 november  | Reinhard Mey                                  | Als de dag van toen                           |                                               |
|        | 22 november  | Reinhard Mey                                  | Als de dag van toen                           |                                               |
|        | 29 november  | Reinhard Mey                                  | Als de dag van toen                           |                                               |
|        | 6 december   | Reinhard Mey                                  | Als de dag van toen                           |                                               |
| 83     | 13 december  | Thijs van Leer                                | Introspection 2                               |                                               |
| 84     | 20 december  | George Baker Selection                        | A Song for You                                |                                               |
|        | 27 december  | geen Nationale Hitparade LP Top 20 verschenen | geen Nationale Hitparade LP Top 20 verschenen | geen Nationale Hitparade LP Top 20 verschenen |